# Discografia de 2 Live Crew
A discografia de 2 Live Crew consiste de oito álbuns de estúdio, um álbum ao vivo e 29 singles.

## Álbuns

### Álbuns de estúdio
| Título                                                                                    | Detalhes                                                                                             | Pico | Pico   | Certificações   |
| Título                                                                                    | Detalhes                                                                                             | US   | US R&B | Certificações   |
| ----------------------------------------------------------------------------------------- | --- | ---- | ------ | --------------- |
| The 2 Live Crew Is What We Are                                                            | - Lançamento: 25 de julho de 1986 - Gravadora: Luke - Formato: CD, cassete, LP                       | 128  | 24     | - RIAA: Ouro    |
| Move Somethin'                                                                            | - Lançamento: 31 de agosto de 1987 - Gravadora: Luke - Formato: CD, cassete, LP                      | 68   | 20     | - RIAA: Ouro    |
| As Nasty As They Wanna Be                                                                 | - Lançamento: 7 de fevereiro de 1989 - Gravadora: Luke - Formato: CD, cassete, LP                    | 29   | 3      | - RIAA: Platina |
| Banned in the U.S.A.                                                                      | - Lançamento: 13 de julho de 1990 - Gravadora: Luke - Formato: CD, cassete, LP                       | 21   | 10     | - RIAA: Ouro    |
| Sports Weekend                                                                            | - Lançamento: 8 de outubro de 1991 - Gravadora: Luke - Formato: CD, cassete, LP                      | 22   | 19     | - RIAA: Ouro    |
| Back at Your Ass for the Nine-4                                                           | - Lançamento: 8 de junho de 1994 - Label: Luke - Formato: CD, cassete, LP                            | 52   | 9      |                 |
| Shake a Lil' Somethin'                                                                    | - Lançamento: 6 de agosto de 1996 - Gravadora: Lil' Joe - Formato: CD, cassete, digital download, LP | 145  | 33     |                 |
| The Real One                                                                              | - Lançamento: 7 de abril de 1998 - Gravadora: Lil' Joe - Formato: CD, cassete, digital download, LP  | —    | 59     |                 |
| "–" denota uma gravação que não entrou nas paradas ou não foi lançado naquele território. | |      |        |                 |

### Ao vivo
| Título          | Detalhes                                               | Pico | Pico     |
| Título          | Detalhes                                               | U.S. | U.S. R&B |
| --------------- | ------------------------------------------------------ | ---- | -------- |
| Live in Concert | - Lançamento: 22 de setembro de 1990 - Gravadora: Luke | 92   | 46       |

## Singles
| Título                                                                                    | Ano  | Posição nas paradas | Posição nas paradas | Posição nas paradas | Posição nas paradas | Posição nas paradas | Posição nas paradas | Posição nas paradas | Posição nas paradas | Álbum                           |
| Título                                                                                    | Ano  | U.S.                | U.S. R&B            | U.S. Rap            | AUS                 | NZ                  | NED                 | BEL (FLA)           | UK                  | Álbum                           |
| ----------------------------------------------------------------------------------------- | ---- | ------------------- | ------------------- | ------------------- | ------------------- | ------------------- | ------------------- | ------------------- | ------------------- | ------------------------------- |
| "The Revelation"                                                                          | 1984 | —                   | —                   | —                   | —                   | —                   | —                   | —                   | —                   | Non-album singles               |
| "What I Like"                                                                             | 1985 | —                   | —                   | —                   | —                   | —                   | —                   | —                   | —                   | Non-album singles               |
| "Trow The Dick"                                                                           | 1986 | —                   | —                   | —                   | —                   | —                   | —                   | —                   | —                   | 2 Live Is What We Are           |
| "Get It Girl"                                                                             | 1986 | —                   | —                   | —                   | —                   | —                   | —                   | —                   | —                   | 2 Live Is What We Are           |
| "We Want Some Pussy!"                                                                     | 1987 | —                   | —                   | —                   | —                   | —                   | —                   | —                   | —                   | 2 Live Is What We Are           |
| "Move Somethin'"                                                                          | 1988 | —                   | 53                  | —                   | —                   | —                   | —                   | —                   | —                   | Move Somthin'                   |
| "Do Wah Diddy"                                                                            | 1988 | —                   | 62                  | —                   | —                   | —                   | —                   | —                   | —                   | Move Somthin'                   |
| "Yakety Yak"                                                                              | 1989 | —                   | —                   | 22                  | —                   | —                   | —                   | —                   | 90                  | Twins OST                       |
| "The Bomb Has Dropped" (com Trouble Funk)                                                 | 1989 | —                   | 92                  | 12                  | —                   | —                   | —                   | —                   | —                   | Non-album single                |
| "Me So Horny"                                                                             | 1989 | 26                  | 34                  | 1                   | 180                 | 31                  | 1                   | 9                   | —                   | As Nasty As They Wanna Be       |
| "We Want Some Pussy! '89"                                                                 | 1989 | —                   | —                   | —                   | —                   | —                   | —                   | —                   | —                   | Non-album single                |
| "C'mon Babe"                                                                              | 1989 | —                   | —                   | 7                   | —                   | —                   | —                   | —                   | —                   | As Nasty As They Wanna Be       |
| "The Fuck Shop"                                                                           | 1990 | —                   | —                   | 14                  | —                   | —                   | 47                  | —                   | —                   | As Nasty As They Wanna Be       |
| "Coolin'" (UK only)                                                                       | 1990 | —                   | —                   | —                   | —                   | —                   | —                   | —                   | —                   | As Nasty As They Wanna Be       |
| "Banned in the U.S.A."                                                                    | 1990 | 20                  | 13                  | 1                   | —                   | —                   | 28                  | —                   | —                   | Banned in the U.S.A.            |
| "Mama Juanita"                                                                            | 1990 | —                   | 47                  | 12                  | —                   | —                   | —                   | —                   | —                   | Banned in the U.S.A.            |
| "Do the Bart"                                                                             | 1991 | —                   | 76                  | 24                  | —                   | —                   | —                   | —                   | —                   | Banned in the U.S.A.            |
| "Pop That Coochie"                                                                        | 1991 | 58                  | 55                  | 5                   | 97                  | 33                  | —                   | —                   | —                   | Sports Weekend                  |
| "Who's Doin' Who"                                                                         | 1991 | —                   | —                   | —                   | —                   | —                   | —                   | —                   | —                   | Sports Weekend                  |
| "Mega Mix"                                                                                | 1993 | —                   | —                   | —                   | —                   | —                   | —                   | —                   | —                   | Greatest Hits                   |
| "Yeah, Yeah"                                                                              | 1994 | —                   | 93                  | 38                  | —                   | —                   | —                   | —                   | —                   | Back at Your Ass for the Nine-4 |
| "You Go Girl"                                                                             | 1994 | —                   | 88                  | 43                  | —                   | —                   | —                   | —                   | —                   | Back at Your Ass for the Nine-4 |
| "Shake a Lil' Somethin'"                                                                  | 1996 | 72                  | 59                  | 11                  | —                   | —                   | —                   | —                   | —                   | Shake a Lil' Somethin'          |
| "Do the Damn Thing"                                                                       | 1996 | —                   | 75                  | 24                  | —                   | —                   | —                   | —                   | —                   | Shake a Lil' Somethin'          |
| "Be My Private Dancer / Table Dance"                                                      | 1997 | —                   | —                   | —                   | —                   | —                   | —                   | —                   | —                   | Shake a Lil' Somethin'          |
| "2 Live Party"                                                                            | 1998 | —                   | 52                  | 9                   | —                   | —                   | —                   | —                   | —                   | The Real One                    |
| "The Real One"                                                                            | 1998 | —                   | 60                  | 9                   | —                   | —                   | —                   | —                   | —                   | The Real One                    |
| "Bill So Horny"                                                                           | 1999 | —                   | —                   | —                   | —                   | —                   | —                   | —                   | —                   | Greatest Hits Vol. 2            |
| "Take It Off"                                                                             | 2014 | —                   | —                   | —                   | —                   | —                   | —                   | —                   | —                   | ASA                             |
| "–" denota uma gravação que não entrou nas paradas ou não foi lançado naquele território. |      |                     |                     |                     |                     |                     |                     |                     |                     |                                 |

## Ligações Externas
- Discografia de 2 Live Crew no Discogs.com